# 24 Temida
24 Temida (mednarodno ime 24 Themis, [ˈθiːmɪs], starogrško starogrško Θέμις: Témis) je eden izmed največjih asteroidov iz asteroidnega pasu. Temida je tudi največji asteroid v asteroidni družini Temide.

## Odkritje
Asteroid Temida je odkril Annibale de Gasparis 5. aprila 1853. Ime je dobil po Temidi iz grške mitologije. 

## Lastnosti
Podatki v tabeli so dobljeni iz različnih virov. Gostota, ki je nevedena, je izredno visoka. Zaradi tega je dvomljivo, da je pravilna. Asteroid je tipa C.